# Laryngocele

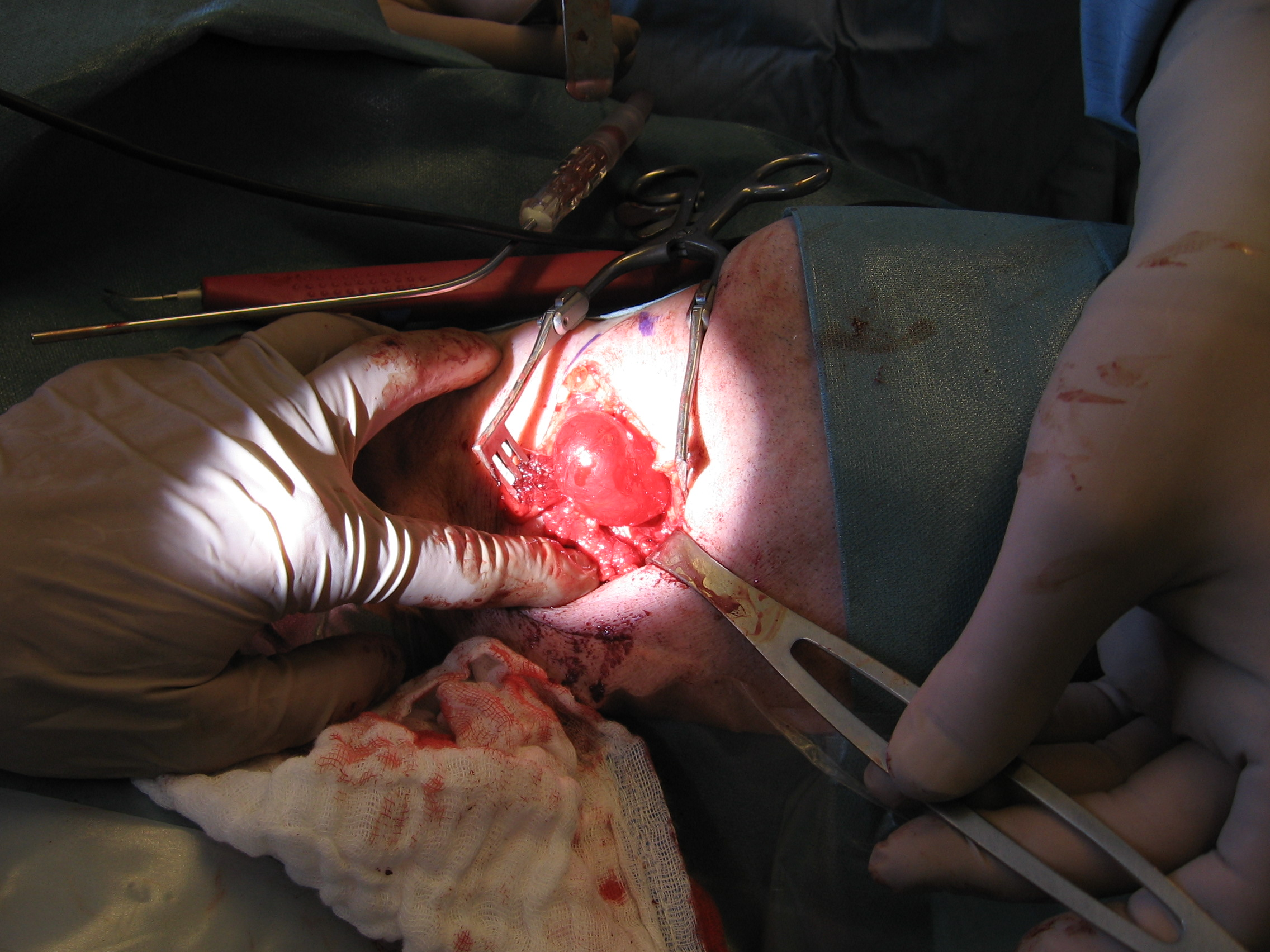
Representation of a surgical site; laryngocele

Een laryngocele is een met lucht of vocht gevulde holte in het strottehoofd, die uit kan puilen in de nek.
Een laryngocele kan aangeboren of verworven zijn. Verworven laryngoceles ontstaan meestal door een verhoogde druk in het strottenhoofd. Ze komen daardoor vaak voor bij mensen die beroepshalve veel en hard moeten blazen, zoals glasblazers of muzikanten die een trompet of ander blaasinstrument bespelen. Ook door hard hoesten kan de druk in het strottenhoofd toenemen. Daarom wordt de aandoening ook wel gezien bij mensen met aandoeningen van de longen, zoals chronische bronchitis.

## Symptomen
Een kleine laryngocele geeft geen klachten. Meestal is heesheid de eerste klacht die optreedt. Als de laryngocele groter wordt kan deze ook benauwdheidsklachten veroorzaken omdat de luchtweg wordt geblokkeerd.

## Behandeling
De behandeling kan via de mond plaats vinden, door de KNO-arts, met laser. Als de laryngocele te groot is dan wordt deze via een huidsnede in de hals verwijderd.

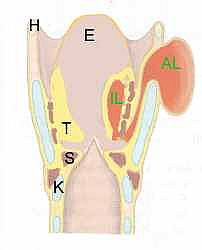
Laryngocele * IL = internal laryngocel
AL = uitwendige laryngocele
H = Hyoid
T = Valse stembanden
S = Stembanden
K = Cricoid